# チェスター・カールソン
チェスター・フロイド・カールソン（Chester Floyd Carlson、1906年2月8日 - 1968年9月19日）は、アメリカ合衆国の物理学者、発明家、弁理士で、ワシントン州シアトルで生まれた。
謄写版を使った湿式ではなく、乾式複写で使われる電子写真法を発明したことで知られる。カールソンの発明した製法は後にゼログラフィと命名され、「乾式複写」の代名詞となった。

## 幼年期
カールソンが幼い頃、両親ともに結核を患い、父は背骨の関節炎に悩まされていた。それらの病気のため、カールソンは幼い頃から働いて家計を助けていた。17歳のとき母が亡くなり、27歳のときに父が亡くなっている。
「幼い頃から必要に迫られて学校に行っている間以外は働き、そういう時間の中で自分自身で工夫し、物を作り、実験し、未来の計画を立てた。トーマス・エジソンや他の成功した発明家の話を見聞きし、経済的成功をもたらし、個人的な技術的興味を満たし、その上社会へも貢献できるということで、発明することが私にとって魅力的だった」とカールソンは述べている。

## 教育
Riverside Junior College からカリフォルニア工科大学に移り、1930年に物理学の学士号を取得し、ニューヨークのベル研究所で研究技術者として働くようになった。仕事が退屈で身が入らなかったため、特許部門に転属となった。1933年には世界恐慌の影響で解雇され、ニューヨークのウォール街近くの弁理士事務所の事務員の職を得た。約1年後、エレクトロニクス企業 P. R. Mallory Company（現在のデュラセル）に転職。そこで特許部門の管理職となった。1936年からニューヨークのロースクールに夜間通い始め、1939年に法学の学士号を得た。
特許法を学んだことは後々、電子写真の基本原理を発展させる上で大いに役立つことになる。

## 初期の経歴
カールソンは若い頃から印刷物の複製について考えていた。A. Dinsdal がインタビューでカールソンになぜこの分野を選んだのか訊ねたとき、カールソンは「ええ、私は小さい頃から印刷に魅力を感じていました。私が中学生のころ最初に欲しいと思ったのはタイプライターでした。高校では化学が好きで、アマチュア化学者向けの雑誌を出版するというアイデアを思いつきました。ある人が捨てようとしていた古い印刷機を買い取って、暇を見てはそれを整備していました。そして、ちょっとした文章の印刷を始めたのです。2号以上は出版しなかったし、部数もほんの少しでした。しかしこの経験で、私は文章を複写することの難しさを知り、複製を作る方法について考えるきっかけとなりました。私は発明ノートを作り、時折その中にアイデアをメモするようになりました」と述べた。
そして「1935年までにはある程度落ち着いていました。仕事はありましたが、それほど素早く成功したとは思っていませんでした。結婚したばかりで、言ってみればその日暮らしだった。それはある意味厳しい苦闘でした。だから発明は一石二鳥でした。それは世界にとっても良いことだし、自分にとっても良いことになる可能性がありました」とも述べている。
特許に関する仕事をしながら、カールソンは特許書類のコピーを簡単に作れたらどんなに便利だろうとよく考えていた。特許の申請には書類を何部も用意する必要があり、図の複写や文書の再打ち込みには何時間もかかっていた。当時既にフォトスタットがあったが、非常に高価だった。カールソンはもっといい方法があるはずだと考えていた。もっと高速な方法があり、時間さえあければそれを見つけ出せると考えていた。
彼は多くの企業の研究所が既に化学薬品や熱を使った複写法を研究していることを知っていたので、同じことを別の手段で実現することを考え始めた。ニューヨーク公共図書館で数ヶ月間文献を調べ、ある条件下ではある種の物質の電導性が光によって増大する光電導性という性質があることを知った。これは基本的には単純な原理であり、ある材質の板に電荷を蓄え、光の当たる部分と影の部分を作ると、影の部分は静電粉末や磁性粉末を引き寄せ、光の部分は逆にはねつけるようになる。その粉末を紙のページに溶融させることができれば、それによって元の文書のほぼ正確な複写ができる。

## 電子写真
カールソンは15年をかけて電子写真の基本原理を確立した。そしてその間、開発の進捗に合わせて特許を申請していった。最初の予備的な特許は1937年10月18日に申請。ほぼ同じころ、父と同じように背骨の関節炎を患った。しかし彼は実験とロースクールでの勉強と通常の仕事を推し進めた。
そこで、オーストリアでのナチズムの台頭から逃げてきた移民の物理学者 Otto Kornei を助手として雇った。二人はニューヨーク市クイーンズ区アストリアの自宅の奥の部屋を実験室にした。
1938年10月22日、彼らは記念すべき大進歩を成し遂げた。Korneiはスライドガラスに墨で 10.-22.-38 ASTORIA. と書いた。そして硫黄を塗布した亜鉛板を用意し、部屋を暗くして硫黄の表面をハンカチでこすって静電気をため、スライドガラスを亜鉛板に載せ、それを明るい白熱灯で照らした。そしてスライドガラスを取り除き、ヒカゲノカズラの胞子を硫黄塗布面にふりかけ、くっついていないものを息で吹き飛ばし、残ったイメージをパラフィン紙に写し取った。パラフィン紙を熱すると蝋が溶け落ち、初めてほぼ完全な複写が完成した。実験を数回繰り返し、彼らは祝いのランチに出かけた。
1942年10月6日、カールソンの電子写真法の特許が発効した。
カールソンの成功への道のりは長く、失敗の連続だった。1939年から1944年まで、彼は12社に出資を要請して断られた。その中にはIBMも含まれ、後年、トーマス・J・ワトソン・ジュニアは｢逃してしまった一番大きな魚｣と述懐している。商業化の資金援助を得る最後の頼みの綱として、海軍との会合に臨んだ。しかし海軍は乾式複写には興味を示したが、カールソンの考えを理解できなかった。最後の足掻きでカールソンは1942年、コロンバスの Battelle Memorial Institute に彼のアイデアを持ち込んだ。そこで、John S. Crout と Clyde E. Williams に出会う。ガラス棒と獣皮と炭素粉末を使い、カールソンはガラス棒に蓄えた電荷が炭素粉末を引きつける様子を実演した。Croutはカールソンの説明に納得し、Crout は Williams らに開発への投資案を策定させた。1946年から1953年にかけて、Crout は Haloid Company とのライセンス契約締結に尽力した（同社が1961年にゼロックスに改称する）。結局、カールソンのアイデアは1942年から1946年に Battelle で実用化可能であることが示され、1946年から1953年に後のゼロックス (Haloid) で商業化された。ゼログラフィが全ての謄写版印刷機をお蔵入りさせるまで、それから20年ほどかかった。カールソンは粘り強く働いた。彼の考案した複写法で彼は裕福になり、Battelle Memorial Institute も裕福になった。それはまた著作権のあり方や人々の仕事のスタイルも一変させた。ゼログラフィの基盤となっている物理学はその後も発展し、レーザープリンターなどが生み出された。

## ゼロックス
1948年10月22日、スライドガラスの文字を初めて複写した日から10年目のこの日、Haloid Company はゼログラフィを初めて一般に公表した。そして1950年、最初のコピー機 Haloid Xerox Copier を発売。1950年代、核開発競争において電子写真法の重要性が認識され、同社は国防省から多額の研究助成金を受け取るようになった。どんどん改良がなされていき、1959年クイーンズ区の Jackson Heights で Xerox 914 を生み出した。それは普通紙を使えるボタンを押すだけの簡単な操作が可能な世界初のコピー機で、会社が計画していた総売り上げ台数をたった6カ月で売り切ってしまった。1981年、カールソンは発明家の殿堂入りを果たした。

## 晩年
カールソンは財産の多くを慈善活動に費やし、1億5000万ドル以上を何らかのチャリティに寄付している。1968年9月19日、ニューヨークの映画館で心臓発作を起こし、死去。彼の遺産の一部は、NYCLU（ニューヨークの人権擁護団体）やバージニア大学でのイアン・スティーブンソンの研究（前世、転生などの研究）に遺贈された。